# Rhachotropis calceolata
Rhachotropis calceolata is een vlokreeftensoort uit de familie van de Eusiridae. De wetenschappelijke naam van de soort is voor het eerst geldig gepubliceerd in 1995 door Bousfield & Hendrycks.